# Monica Vitti
Monica Vitti, pseudonimo di Maria Luisa Ceciarelli (Roma, 3 novembre 1931 – Roma, 2 febbraio 2022), è stata un'attrice italiana.
La sua caratteristica voce roca e l'innata verve l'hanno accompagnata per quasi quarant'anni di carriera cinematografica, dalle interpretazioni drammatiche nella tetralogia dell'incomunicabilità di Michelangelo Antonioni (L'avventura, La notte, L'eclisse e Il deserto rosso) che le diedero fama internazionale, a quelle in ruoli brillanti (da La ragazza con la pistola a Io so che tu sai che io so) che la portarono a essere considerata la sola "mattatrice" della commedia all'italiana, tenendo testa a colleghi maschi come Alberto Sordi, Ugo Tognazzi, Vittorio Gassman, Nino Manfredi e Marcello Mastroianni.
Ha ottenuto numerosi premi, tra cui cinque David di Donatello come migliore attrice protagonista (più altri quattro riconoscimenti speciali), tre Nastri d'argento, dodici Globi d'oro (di cui due alla carriera), un Ciak d'oro alla carriera, un Leone d'oro alla carriera a Venezia, un Orso d'argento alla Berlinale, una Concha de Plata a San Sebastián e una candidatura al premio BAFTA.

## Biografia
Nata a Roma da padre romano, Angelo Ceciarelli, e da madre bolognese, Adele Vittiglia, da bambina ha vissuto a Messina per circa otto anni a causa del lavoro del padre, un ispettore del Commercio Estero. In quel periodo fu soprannominata scherzosamente dai familiari "setti vistini", per via della sua freddolosità che la portava a indossare i vestiti l'uno sull'altro. Sette sottane, traduzione del nomignolo infantile, diventò poi il titolo del suo primo libro di memorie autobiografico, edito nel 1993, seguito da Il letto è una rosa (1995).
Trasferitasi a Napoli, nel quartiere Vomero, a 12 anni scoprì la passione per il teatro durante i bombardamenti della guerra, mentre - racconta lei stessa - giocava nei ricoveri antiaerei sotterranei inscenando i burattini con il fratello Giorgio per dilettare i rifugiati, distraendoli così da un periodo molto buio. Perciò, tornata a Roma dopo la distruzione del suo palazzo a Napoli, a 14 anni entrò in teatro.

### L'Accademia e il cambio del nome

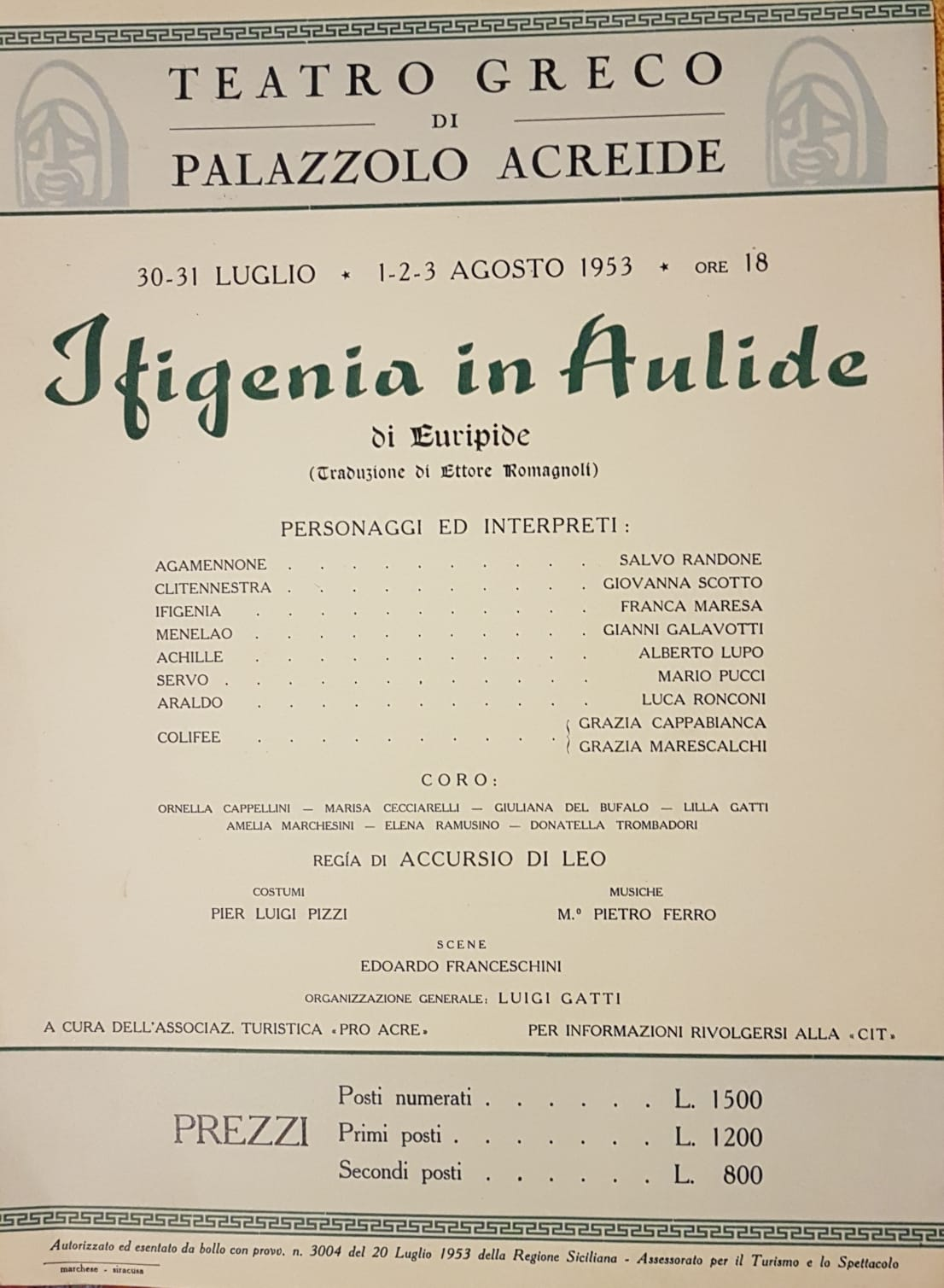
Esordi di Monica Vitti (1953) nel coro di una rappresentazione classica come Marisa Ceciarelli in Ifigenia in Aulide, regia di Accursio Di Leo

Nel 1953 si diplomò all'Accademia nazionale d'arte drammatica, allora diretta dal suo maestro Silvio D'Amico e intraprese quella che sarebbe stata una breve ma formativa attività teatrale, in cui diede prova della sua versatilità recitando in Shakespeare e Molière. Particolarmente significativa fu la sua esperienza accanto a Sergio Tofano - suo insegnante in Accademia - negli allestimenti delle commedie sul personaggio di Bonaventura, firmate dallo stesso Tofano con lo pseudonimo di "Sto"; qui offrirà le sue prime prove di versatilità nella comicità, che contraddistinguerà gran parte della sua carriera.
Su consiglio di Tofano, in quegli anni fu invitata ad adottare un nuovo nome e cognome, più artistico. Allora si mise a tavolino, e scelse metà del cognome di sua madre, Vittiglia, alla quale fu molto legata e che perse in giovane età. Al cognome associò il nome "Monica", che aveva appena letto in un libro e le suonava meglio. Nel 1955 esordì come Mariana ne L'avaro di Molière con la regia di Alessandro Fersen al Teatro Olimpico di Vicenza, e l'anno seguente, sempre sulla scena palladiana, sostenne il ruolo di Ofelia in Amleto di Riccardo Bacchelli. Nel 1956 fu anche protagonista di Bella di Cesare Meano al Teatro del Convegno di Milano con la regia di Enzo Ferrieri. A Roma si esibì in una serie di atti unici comici al Teatro Arlecchino (ora Teatro Flaiano).

### Il cinema, Antonioni e l'alienazione

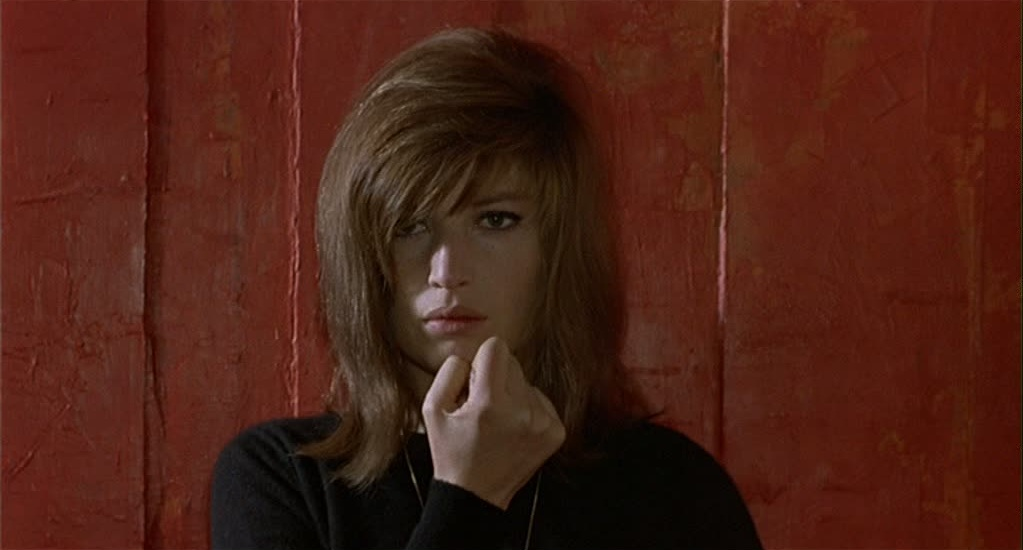
Monica Vitti nel film Il deserto rosso (1964), di Michelangelo Antonioni

Dopo qualche ruolo di secondo piano in alcune pellicole comiche, venne notata dal regista Michelangelo Antonioni, con il quale intrecciò una relazione artistica e sentimentale. Il regista ne fece la sua musa e la Vitti divenne così protagonista della cosiddetta "tetralogia dell'incomunicabilità". Interpretò la tormentata Claudia in L'avventura (1960), la tentatrice Valentina di La notte (1961), la misteriosa e scontenta Vittoria di L'eclisse (1962) e la nevrotica Giuliana ne Il deserto rosso (1964).

### Il doppiaggio
Lavorò, anche se saltuariamente, come doppiatrice: diede la voce al personaggio di Ascenza nel film Accattone di Pasolini, a Rossana Rory ne I soliti ignoti di Monicelli e a Dorian Gray nel film Il grido di Antonioni; è la voce inoltre di Dalila (Daphne) nel film Senti chi parla adesso! (1993), in cui sostituisce - per l'edizione italiana - la voce di Diane Keaton, insieme a Renato Pozzetto, che dà invece la voce al cane Scag (in originale Rocks), originalmente doppiato da Danny DeVito. È stata doppiata a sua volta da Vittoria Febbi ne La pacifista (1970) di Miklós Jancsó, anche se dello stesso film esiste una versione in cui Vitti doppia sé stessa (sono disponibili entrambe nell'edizione in DVD della Cinekult, mentre solo il doppiaggio con la Febbi è presente nell'edizione di Alan Young).

### Attrice brillante

Monica Vitti in La ragazza con la pistola (1968), di Mario Monicelli

Fu Mario Monicelli, su proposta del produttore Fausto Saraceni, a metterne in risalto la sorprendente verve di attrice comica, dirigendola nella commedia La ragazza con la pistola (1968), dove Vitti interpretò il ruolo di Assunta Patanè, una ragazza siciliana che insegue fino in Scozia l'uomo che l'ha "disonorata" (Carlo Giuffré) con l'intento di vendicarsi. Il film ebbe un grande successo e contribuì notevolmente a ridefinire la carriera dell'attrice romana, soprattutto agli occhi del pubblico. 
Questo significativo e di fatto definitivo mutamento dell'immagine cinematografica di Vitti fu in qualche modo anticipato, nel 1964, dal film Il disco volante di Tinto Brass e nel 1966, dal film di produzione britannica Modesty Blaise - La bellissima che uccide di Joseph Losey, al quale partecipò anche Rossella Falk, e da altre commedie italiane del 1967, tra cui Ti ho sposato per allegria di Luciano Salce e La cintura di castità di Pasquale Festa Campanile, ove ebbe come partner rispettivamente Giorgio Albertazzi e Tony Curtis. Nel 1966 rifiutò un ruolo in Grand Prix di John Frankenheimer, ove sarebbe stata inserita in un cast internazionale guidato da James Garner, Toshirō Mifune e Yves Montand.

Nel maggio del 1968 venne nominata presidente della giuria al XXI festival del cinema di Cannes, ma le contestazioni del maggio francese raggiunsero la kermesse; l'attrice si dimise dal suo incarico, seguita da Louis Malle, Roman Polański e Terence Young. Come conseguenza, nessun premio cinematografico venne ufficialmente attribuito.

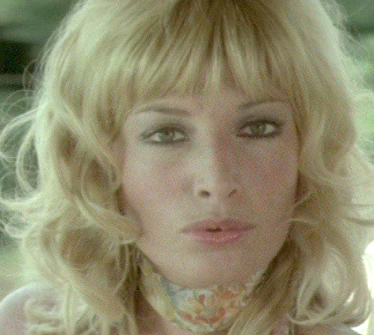
Monica Vitti in L'anatra all'arancia (1975)

Lasciate alle spalle le esperienze internazionali, sia pure episodiche, e una volta confermato il suo talento brillante, tra gli altri, in Dramma della gelosia (tutti i particolari in cronaca) (1970) di Ettore Scola, Gli ordini sono ordini (1972) di Franco Giraldi e La Tosca (1973) di Luigi Magni, Vitti, durante gli anni settanta, sarà protagonista di numerose pellicole del filone della commedia all'italiana. L'esperienza accanto ad Alberto Sordi nei film con lui interpretati per la regia di quest'ultimo sarà quella che l'avvicinerà maggiormente al grande pubblico, nel senso più nazional-popolare del termine.
Nel frattempo, anche all'estero molti registi di prestigio la vogliono sul set. Oltre al già citato Miklós Jancsó, recitò per Jean Valère in La donna scarlatta (1969), Luis Buñuel in Il fantasma della libertà (1974) e André Cayatte in Ragione di stato (1978). Nel 1974 inoltre si esibisce con Raffaella Carrà e Mina nel varietà televisivo Milleluci, cantando con loro Bellezze al bagno e inscenando una simpatica coreografia balneare, con citazioni anche dal suo film di successo Ninì Tirabusciò, la donna che inventò la mossa (1970) di Marcello Fondato. Nel 1978 recitò sempre per la televisione nella commedia Il cilindro di Eduardo De Filippo. Nel 1979, con la commedia Un amore perfetto o quasi di Michael Ritchie, recitò nel suo ultimo film di produzione straniera.

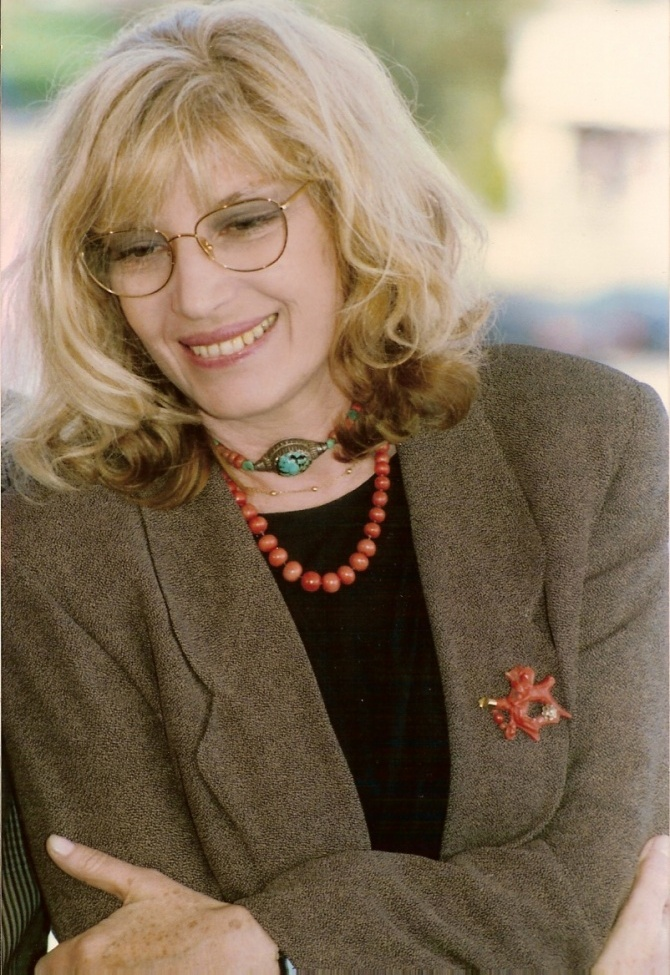
Monica Vitti al Festival di Cannes 1990 per presentare il film Scandalo segreto, da lei scritto, diretto e interpretato

Negli anni ottanta tornò a lavorare con Michelangelo Antonioni in Il mistero di Oberwald (1980) e Alberto Sordi in Io so che tu sai che io so (1982). Nel 1981 affiancò Vittorio Gassman in Camera d'albergo di Mario Monicelli. Nel 1983, con la pellicola Flirt dell'esordiente Roberto Russo, ricevette il premio dell'attrice al Festival di Berlino del 1984; la collaborazione con Russo, suo futuro marito, continuò con Francesca è mia (1986): entrambi i film furono sceneggiati anche dalla stessa Vitti. In quel periodo recitò a teatro in La strana coppia (1987) e Prima pagina (1988). Nel giugno del 1984 prese parte al picchetto d'onore ai funerali del segretario del Partito Comunista Italiano Enrico Berlinguer, insieme ad altri esponenti del cinema italiano come Federico Fellini e Marcello Mastroianni. Nel 1988, il prestigioso quotidiano francese Le Monde commise una clamorosa gaffe nei suoi confronti, pubblicando in prima pagina la notizia della sua morte, "avvenuta per suicidio con barbiturici". L'attrice, con grande eleganza e senso dell'umorismo, si limitò a smentire la notizia, ringraziando i responsabili della gaffe per averle allungato la vita. Nello stesso anno fu protagonista con Orazio Orlando del videoclip Ma chi è quello lì, brano eseguito da Mina, tratto dall'album Rane supreme.
In alcuni suoi film degli anni sessanta e settanta operò quale sua controfigura un'ancora sconosciuta Fiorella Mannoia, cantante che proviene da una famiglia di stuntman.
Dopo aver esordito anche nella regia col film Scandalo segreto (1990), da lei anche scritto e interpretato, nel 1992 recitò per l'ultima volta, come interprete femminile principale nella miniserie TV Ma tu mi vuoi bene? accanto a Johnny Dorelli. Alla Mostra del cinema di Venezia del 1995 ricevette infine il Leone d'oro alla carriera.

### Le ultime apparizioni pubbliche e la malattia
Il 15 giugno 2000 prese parte ai festeggiamenti per gli ottant'anni di Alberto Sordi, mentre il 24 giugno, assieme ad altri colleghi, festeggiò la sceneggiatrice Suso Cecchi D'Amico per la consegna dei Globi d'oro a Cinecittà. A dicembre del 2000 nella basilica di San Pietro in Vaticano, celebrò il Giubileo, assieme a molti personaggi del mondo dello spettacolo. Nell'aprile 2001 venne ricevuta al Quirinale assieme ai premiati del David di Donatello. Sempre nello stesso mese, partecipò alla convention dell'Ulivo insieme al marito Roberto Russo.
Già allontanatasi dalle scene da diverso tempo e prima di ritirarsi definitivamente a vita privata, a causa dell'insorgere della demenza da corpi di Lewy, si mostrò al pubblico per l'ultima volta nel marzo del 2002, alla prima teatrale italiana di Notre-Dame de Paris al GranTeatro di Roma. Nello stesso periodo concesse anche l'ultima intervista. Sempre al 2002 risalgono le sue ultime foto: fu infatti immortalata a passeggio per le vie di Roma e a Sabaudia, in compagnia del marito. In seguito, trascorse i suoi ultimi anni in totale riservatezza.
Il 6 novembre 2003 viene ricoverata all'Ospedale Fatebenefratelli per una frattura del femore.
Alla sesta edizione del Festival del Cinema di Roma, nell'ottobre del 2011, le venne dedicata una mostra in occasione della quale fu presentato il volume La dolce Vitti, ideato e realizzato da Cinecittà Luce a cura di Stefano Stefanutto Rosa.
Nel 2016 il marito Roberto Russo ruppe il silenzio per smentire le voci che circolavano sulla presunta degenza dell'attrice presso una clinica svizzera, e confermò che Monica Vitti viveva nella propria vecchia casa romana, accudita proprio da lui stesso e da una badante; la dichiarazione fu sostanzialmente ribadita nel 2020, per l'89º compleanno dell'attrice.
Nel 2021, in occasione dei suoi novant'anni, le è stato dedicato il docufilm Vitti d’arte, Vitti d’amore, diretto da Fabrizio Corallo e promosso dalla Rai, che è stato presentato in anteprima alla Festa del cinema di Roma 2021 e poi trasmesso su Rai 3 il 5 novembre 2021. Inoltre, il 3 novembre 2021, una fotografia di lei affacciata a Casa Papanice scattata sul set di Dramma della gelosia (tutti i particolari in cronaca) venne proiettata sulla facciata esterna ed interna di istituti italiani ed enti di cultura in 4 continenti, in segno di riconoscimento ed omaggio per la brillante carriera.

### La morte
Monica Vitti è morta nella sua abitazione romana il 2 febbraio 2022, tre mesi dopo aver compiuto 90 anni e dopo averne trascorsi venti senza più mostrarsi in pubblico per via della propria crescente infermità; l'annuncio viene dato su Twitter da Walter Veltroni. Il 4 febbraio successivo viene allestita una camera ardente nel Palazzo Senatorio al Campidoglio, nella sala della Protomoteca, ed il giorno seguente vengono celebrati i funerali religiosi, trasmessi in diretta tv su Rai 1, ai quali presenziano volti della politica e del cinema nonché molta gente comune, nella basilica di Santa Maria in Montesanto in piazza del Popolo; dopo la cerimonia funebre, il feretro viene tumulato nella tomba di famiglia del marito presso il cimitero del Verano di Roma.

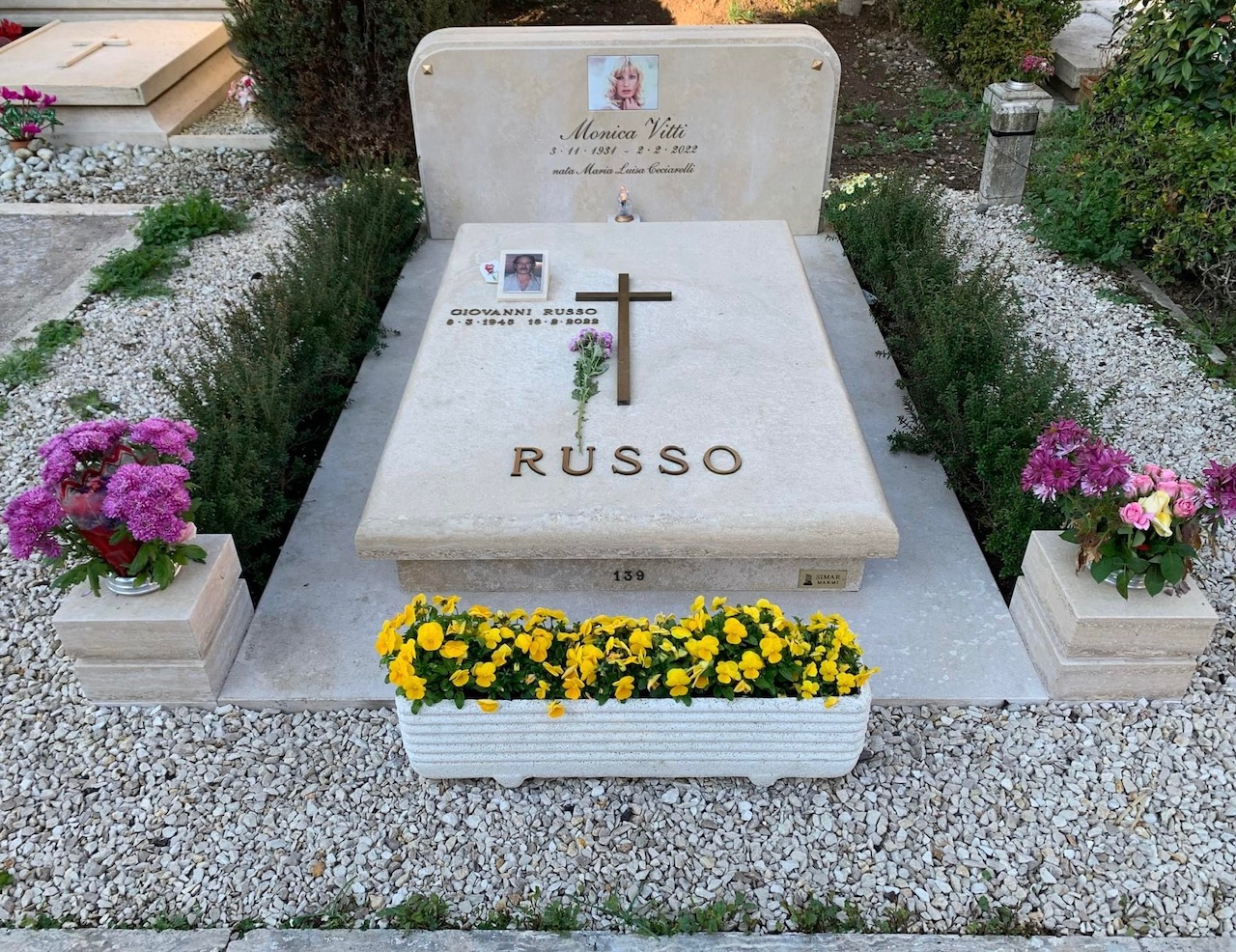
La tomba di Monica Vitti al cimitero del Verano

## Vita privata
Ha avuto tre lunghe e importanti storie d'amore: la prima con il regista Michelangelo Antonioni, la seconda con il direttore della fotografia Carlo Di Palma e la terza infine con il fotografo di scena e regista Roberto Russo, che ha sposato civilmente in Campidoglio il 28 settembre 2000 dopo diciassette anni di fidanzamento e che le è rimasto accanto fino alla morte.

## Filmografia

### Cinema

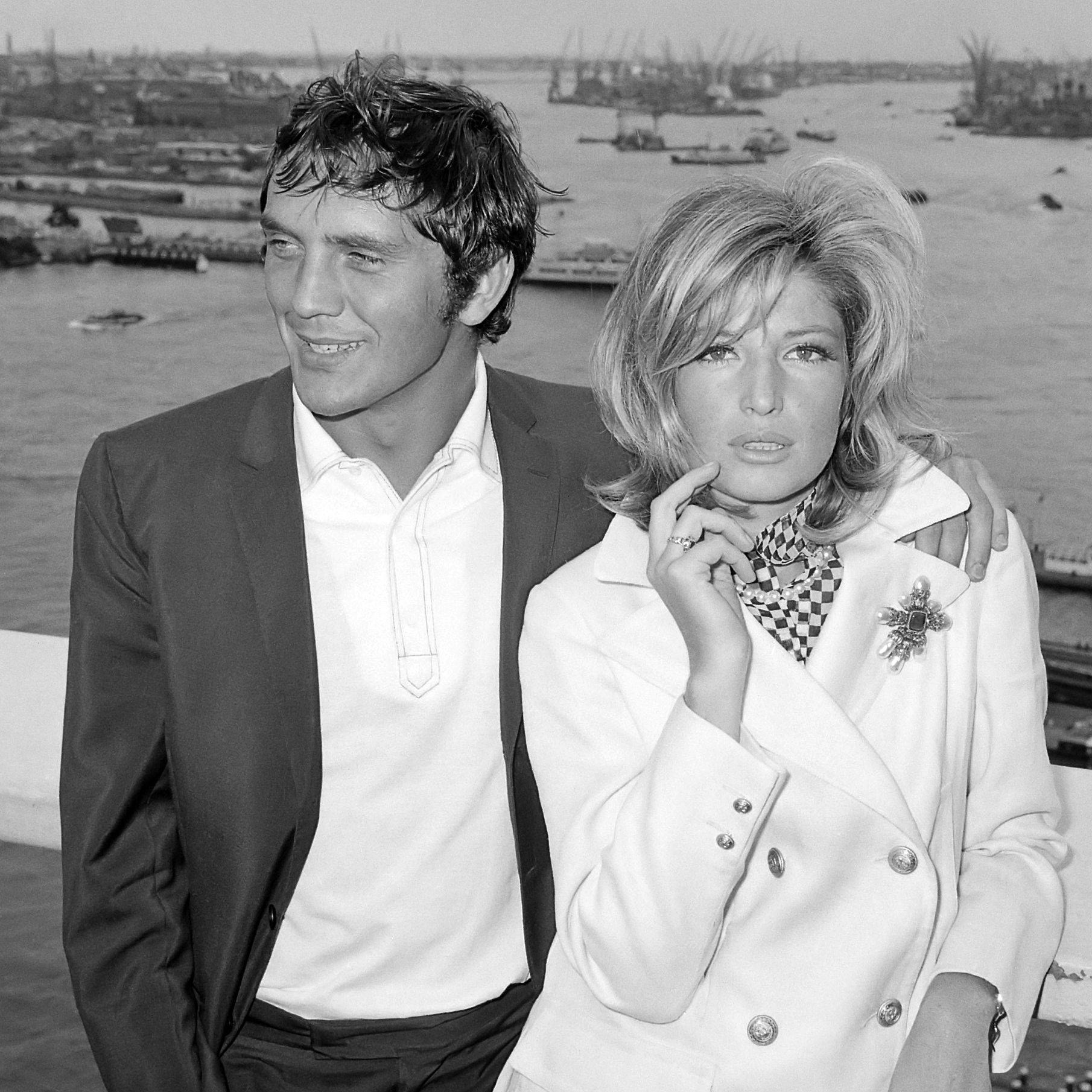
Terence Stamp e Monica Vitti nel 1965

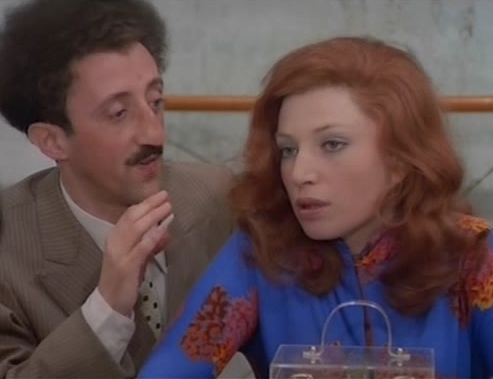
Monica Vitti insieme a Carlo Delle Piane in un fotogramma del film Teresa la ladra (1973)

- Ridere! Ridere! Ridere!, regia di Edoardo Anton (1954)
- Adriana Lecouvreur, regia di Guido Salvini (1955)
- Una pelliccia di visone, regia di Glauco Pellegrini (1956)
- Le dritte, regia di Mario Amendola (1958)
- L'avventura, regia di Michelangelo Antonioni (1960)
- La notte, regia di Michelangelo Antonioni (1961)
- L'eclisse, regia di Michelangelo Antonioni (1962)
- Le quattro verità, regia di Alessandro Blasetti, episodio Le lièvre et le tortue (1962)
- Confetti al pepe (Dragées au poivre), regia di Jacques Baratier (1963)
- Il castello in Svezia (Château en Suède), regia di Roger Vadim (1963)
- Alta infedeltà, regia di Luciano Salce, episodio La sospirosa(1964)
- Il deserto rosso, regia di Michelangelo Antonioni (1964)
- Il disco volante, regia di Tinto Brass (1964)
- Le bambole, regia di Franco Rossi, episodio La minestra (1965)
- Modesty Blaise - La bellissima che uccide (Modesty Blaise), regia di Joseph Losey (1966)
- Le fate, regia di Luciano Salce, episodio Fata Sabina (1966)
- Fai in fretta ad uccidermi... ho freddo!, regia di Francesco Maselli (1967)
- Ti ho sposato per allegria, regia di Luciano Salce (1967)
- La cintura di castità, regia di Pasquale Festa Campanile (1967)
- La ragazza con la pistola, regia di Mario Monicelli (1968)
- La donna scarlatta (La femme écarlate), regia di Jean Valère (1969)
- Amore mio aiutami, regia di Alberto Sordi (1969)
- Dramma della gelosia (tutti i particolari in cronaca), regia di Ettore Scola (1970)
- Ninì Tirabusciò, la donna che inventò la mossa, regia di Marcello Fondato (1970)
- Le coppie, episodi: Il frigorifero di Mario Monicelli e Il leone di Vittorio De Sica (1970)
- La pacifista, regia di Miklós Jancsó (1970)
- La supertestimone, regia di Franco Giraldi (1971)
- Noi donne siamo fatte così, regia di Dino Risi (1971)
- Gli ordini sono ordini, regia di Franco Giraldi (1972)
- La Tosca, regia di Luigi Magni (1973)
- Teresa la ladra, regia di Carlo Di Palma (1973)
- Polvere di stelle, regia di Alberto Sordi (1973)
- Il fantasma della libertà (Le fantôme de la liberté), regia di Luis Buñuel (1974)
- A mezzanotte va la ronda del piacere, regia di Marcello Fondato (1975)
- Qui comincia l'avventura, regia di Carlo Di Palma (1975)
- L'anatra all'arancia, regia di Luciano Salce (1975)
- Mimì Bluette... fiore del mio giardino, regia di Carlo Di Palma (1976)
- Basta che non si sappia in giro, episodi: Macchina d'amore di Nanni Loy e L'equivoco di Luigi Comencini (1976)
- L'altra metà del cielo, regia di Franco Rossi (1977)
- Ragione di stato (La raison d'état), regia di André Cayatte (1978)
- Per vivere meglio, divertitevi con noi, regia di Flavio Mogherini, episodio Un incontro molto ravvicinato (1978)
- Amori miei, regia di Steno (1978)
- Letti selvaggi, regia di Luigi Zampa (1979)
- Un amore perfetto o quasi (An Almost Perfect Affair), regia di Michael Ritchie (1979)
- Il mistero di Oberwald, regia di Michelangelo Antonioni (1980)
- Non ti conosco più amore, regia di Sergio Corbucci (1980)
- Camera d'albergo, regia di Mario Monicelli (1981)
- Il tango della gelosia, regia di Steno (1981)
- Io so che tu sai che io so, regia di Alberto Sordi (1982)
- Scusa se è poco, regia di Marco Vicario (1982)
- Flirt, regia di Roberto Russo (1983)
- Francesca è mia, regia di Roberto Russo (1986)
- Scandalo segreto, regia di Monica Vitti (1990)

### Televisione
- L'alfiere, regia di Anton Giulio Majano – miniserie TV, 2 episodi (1956)
- Questi ragazzi, commedia di Gherardo Gherardi, regia di Claudio Fino, trasmessa il 29 giugno 1956.
- Il tunnel – film TV (1958)
- Mont Oriol, regia di Claudio Fino – miniserie TV, 4 episodi (1958)
- Il borghese gentiluomo – film TV (1959)
- Le notti bianche – film TV (1962)
- Les fables de La Fontaine – serie TV, 1 episodio (1966)
- Il cilindro, regia di Eduardo De Filippo (1978) – film TV
- La fuggiDiva – film TV (1983)
- Ma tu mi vuoi bene?, regia di Marcello Fondato – miniserie TV, 2 episodi (1992)

### Doppiaggio
- Dorian Gray in Il grido
- Rossana Rory in I soliti ignoti
- Paola Guidi in Accattone
- Diane Keaton (voce del cane Dalila) in Senti chi parla adesso!

## Programmi televisivi
- Ti conosco mascherina, varietà di Marcello Marchesi, Vincenzo Rovi, Giovanni Mosca e Vittorio Metz, regia di Vito Molinari (Programma Nazionale, 1955)
- Secondo loro, quindicinale con Billa Billa, e gli interventi di Raffaele Pisu, Monica Vitti, Mario Scaccia e Antonio Guidi, regia di Giancarlo Galassi Beria, trasmessa il 26 aprile 1956
- Gente che va, gente che viene, regia di Enzo Trapani (Programma Nazionale, 1960)
- Qualcosa di Monica, regia di Roberto Russo (Rete 2, 1980)
- Passione mia, regia di Roberto Russo (Rai 1, 1985)
- Domenica in, regia di Adriana Borgonovo (Rai 1, 1993-1994)
- In ordine alfabetico, regia di Paolo Pietrangeli (Canale 5, 1999)

## Prosa radiofonica Rai
- Le belle sabine di Leonid Andreief, regia di Marco Visconti, trasmessa il 12 giugno 1963.
- La bugiarda di Diego Fabbri, regia di Andrea Camilleri, trasmessa nel 1975.

## Libri
- Monica Vitti, Sette sottane, Milano, Sperling & Kupfer, 1993, ISBN 88-200-1599-4.
- Monica Vitti, Il letto è una rosa, Milano, A. Mondadori, 1995, ISBN 88-04-38763-7.

## Riconoscimenti
- BAFTA

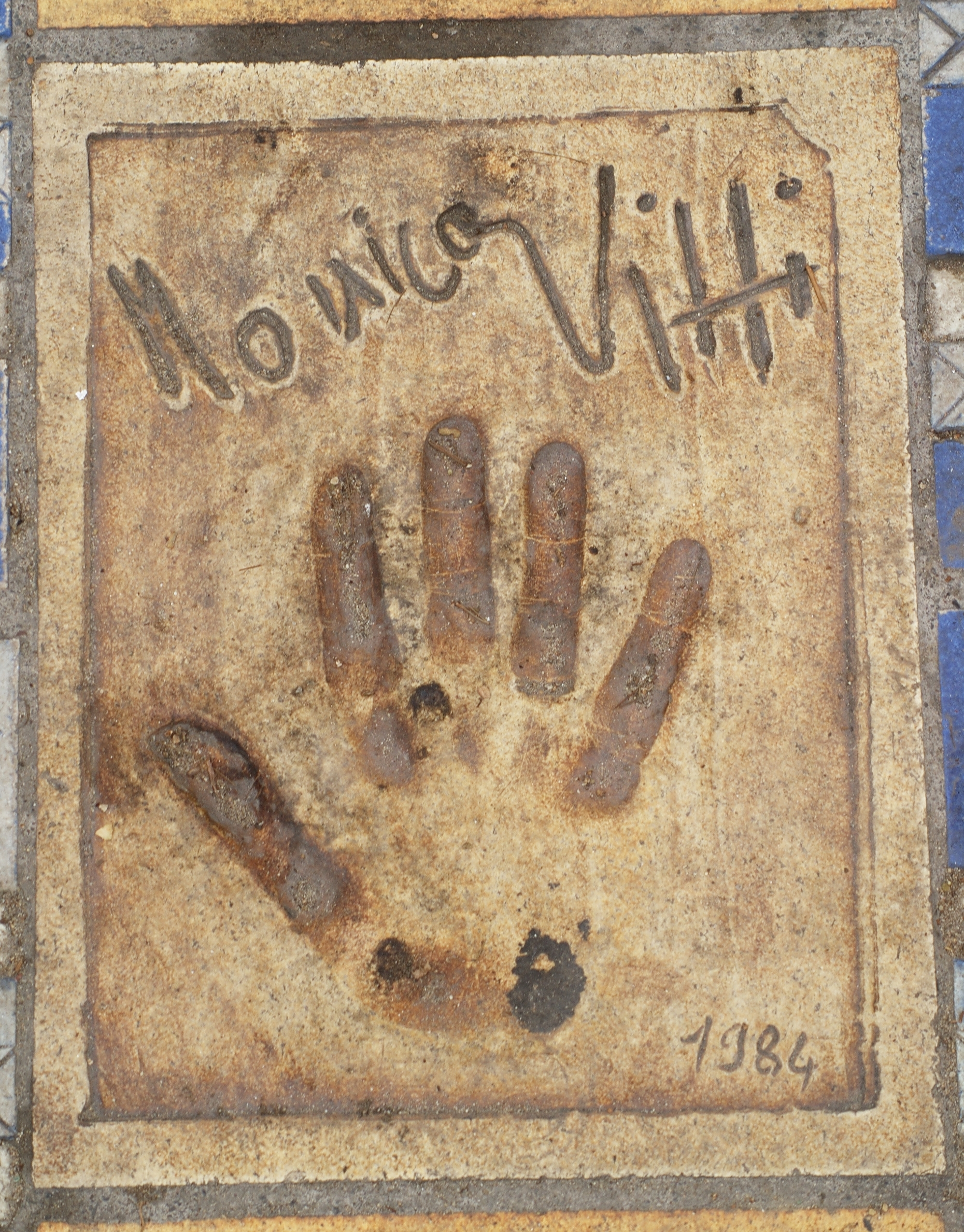
Impronta e autografo di Monica Vitti sul marciapiede del Palais des Festivals a Cannes

  - 1961 – Candidatura alla miglior attrice protagonista straniera per L'avventura

- David di Donatello
  - 1963 – Targa d'oro all'interpretazione per Le quattro verità
  - 1969 – Miglior attrice protagonista per La ragazza con la pistola
  - 1971 – Miglior attrice protagonista per Ninì Tirabusciò, la donna che inventò la mossa
  - 1974 – Miglior attrice protagonista per Polvere di stelle
  - 1976 – Miglior attrice protagonista per L'anatra all'arancia
  - 1979 – Miglior attrice protagonista per Amori miei
  - 1981 – Medaglia d'Oro del Comune di Roma
  - 1984 – Targa d'oro
  - 1984 – Candidatura alla migliore attrice protagonista per Flirt
  - 1989 – Premio Alitalia
  - 1990 – Candidatura alla migliore regista esordiente per Scandalo segreto

- Nastro d'argento
  - 1961 – Candidatura alla miglior attrice protagonista per L'avventura
  - 1962 – Miglior attrice non protagonista per La notte
  - 1963 – Candidatura alla miglior attrice protagonista per L'eclisse
  - 1965 – Candidatura alla miglior attrice protagonista per Alta infedeltà
  - 1968 – Candidatura alla miglior attrice protagonista per Ti ho sposato per allegria
  - 1969 – Miglior attrice protagonista per La ragazza con la pistola
  - 1976 – Miglior attrice protagonista per L'anatra all'arancia
  - 1977 – Candidatura alla miglior attrice protagonista per L'altra metà del cielo
  - 1984 – Candidatura alla miglior attrice protagonista per Flirt

- Ciak d'oro
  - 1987 – Premio alla carriera[27]
  - 1988 – Targa speciale[27]

- Festival di Berlino
  - 1984 – Orso d'argento alla miglior attrice per Flirt

- Festival di San Sebastián
  - 1968 – Concha de Plata alla migliore attrice per La ragazza con la pistola

- Festival di Venezia
  - 1995 – Leone d'oro alla carriera

- Globo d'oro
  - 1961 – Miglior attrice rivelazione per L'avventura
  - 1969 – Candidatura alla miglior attrice per La ragazza con la pistola
  - 1970 – Miglior attrice per Dramma della gelosia (tutti i particolari in cronaca)
  - 1971 – Miglior attrice per La supertestimone
  - 1973 – Candidatura alla miglior attrice per La Tosca
  - 1981 – Miglior attrice per Camera d'albergo
  - 1984 – Miglior attrice per Flirt
  - 1990 – Candidatura alla miglior opera prima per Scandalo segreto

- Grolla d'oro
  - 1961 – Grolla d'oro alla miglior attrice per L'avventura
  - 1965 – Grolla d'oro alla miglior attrice per Il deserto rosso
  - 1969 – Grolla d'oro alla miglior attrice per La ragazza con la pistola
  - 1970 – Grolla d'oro alla miglior attrice per Dramma della gelosia (tutti i particolari in cronaca) e Amore mio aiutami

- Prisma d'Oro
  - 1986 – Prisma d'Oro alla miglior attrice cinematografica[28]

## Doppiatrici italiane
- Vittoria Febbi in La pacifista